# Roscoe Bryant
Roscoe „Rustling Bob“ Bryant († September 1878) war ein Gesetzloser und ein Mitglied der Lincoln County Regulators und der John Kinney Gang während des Lincoln-County-Rinderkriegs in New Mexico. Er wurde im September 1878 in der Nähe von Seven Rivers in New Mexico von Mitgliedern von Selman’s Scouts getötet.
Im Juli 1878 nahm Bryant auf Seiten der Lincoln County Regulators mit vierzig weiteren Männern an der fünftägigen Belagerung des McSween-Hauses während der Schlacht von Lincoln teil. Am 18. August 1878 ritt Bryant mit John Kinney und den Brüdern Tom und John Selman zum Rio Feliz, wo sie John Tunstalls Rinder stahlen.
Bryants Leiche wurde in der Nähe der ebenfalls getöteten Reese Goobly und James Irvin gefunden. Sie wurden vermutlich alle von ihren Kameraden ermordet.

## Mediale Rezeption
Im Computerspiel Call of Juarez: Gunslinger ist Roscoe Bryant eine der Hauptfiguren. Der Spieler trifft ihn 1910 – lange nachdem der echte Roscoe Bryant bereits gestorben war – in einem Saloon in Abilene in Kansas.